# إيوك
إيوك (IEOC) أو الشركة الدولية للزيت المصري هي شركة تابعة لشركة إيني الإيطالية تعمل في مجال البحث والاستكشاف عن النفط في مصر، حققت الشركة اكتشاف حقل غاز ظهر بالبحر المتوسط، وتم تكوين شركة بتروشروق للبترول كشركة مشتركة بين الشركة المصرية القابضة للغازات الطبيعية (إيجاس) وإيوك لتقوم بأعمال تنمية الحقل على أن يتم تنفيذ الأنشطة المتعلقة بالمشروع من خلال شركة بتروبل.

## مناطق الامتياز

### مصر
| منطقة الإمتياز | الشركة القائمة بالعمليات      | الشركة الموقعة للإتفاقية                                                | التشريعات المنظمة                      | التشريعات المنظمة | ملاحظات |
| منطقة الإمتياز | الشركة القائمة بالعمليات      | الشركة الموقعة للإتفاقية                                                | القانون                                | التعديلات أو القوانين التي حلت محله | ملاحظات |
| --- | ----------------------------- | ----------------------------------------------------------------------- | -------------------------------------- | --- | --- |
| شرق بورسعيد البحرية بالبحر المتوسط                                                                                   |                               | إيوك برودكشن بي في                                                      | قانون رقم 11 لسنة 2025                 | | بالاشتراك مع: - بي بي مصر |
| شمال بورفؤاد البحرية بالبحر المتوسط                                                                                  |                               | إيوك برودكشن بي في                                                      | قانون رقم 169 لسنة 2024                | | |
| جنوب نور البحرية بالبحر المتوسط                                                                                      |                               | إيوك برودكشن بي في                                                      | قانون رقم 168 لسنة 2024                | | |
| بيلاتريكس - سيتي ايست البحرية بالبحر المتوسط                                                                         |                               | إيوك برودكشن بي في                                                      | قانون رقم 157 لسنة 2023                | | بالاشتراك مع: - بي بي مصر |
| طيبة البحرية بالبحر المتوسط                                                                                          |                               | إيوك برودكشن بي في                                                      | قانون رقم 154 لسنة 2023                | | |
| شمال شرق العريش البحرية بالبحر المتوسط                                                                               |                               | إيوك برودكشن بي في                                                      | قانون رقم 23 لسنة 2023                 | | |
| شمال رفح البحرية بالبحر المتوسط                                                                                      |                               | إيوك برودكشن بي في                                                      | قانون رقم 22 لسنة 2023                 | | |
| شمال الفيروز البحرية بالبحر المتوسط                                                                                  | بتروفيروز تديرها شركة بتروبل  | إيوك برودكشن بي في                                                      | قانون رقم 20 لسنة 2023                 | | بالاشتراك مع: - بي بي مصر |
| شرق سيوة بالصحراء الغربية                                                                                            |                               | إيوك برودكشن بي في                                                      | قانون رقم 13 لسنة 2023                 | | بالاشتراك مع: - أبكس إنترناشيونال إنرجي هولدنجز                                                                                        |
| غرب المغرة بالصحراء الغربية                                                                                          |                               | إيوك برودكشن بي في                                                      | قانون رقم 8 لسنة 2023                  | | |
| جنوب لاجيا بخليج السويس                                                                                              |                               | إيوك برودكشن بي في                                                      | قانون رقم 7 لسنة 2023                  | | |
| غرب شربين الأرضية بدلتا النيل                                                                                        |                               | إيوك برودكشن بي في                                                      | قانون رقم 146 لسنة 2020                | | بالاشتراك مع: - بي بي مصر |
| غرب الرزاق بالصحراء الغربية                                                                                          |                               | إيوك برودكشن بي في                                                      | قانون رقم 162 لسنة 2019                | | تنازلت عنها إيوك إلى: - أبكس إنترناشيونال إنرجي هولدنجز                                                                                |
| جنوب شرق سيوة بالصحراء الغربية                                                                                       |                               | إيوك برودكشن بي في                                                      | قانون رقم 157 لسنة 2019                | | |
| نور بشمال سيناء البحرية بالبحر المتوسط                                                                               |                               | إيوك برودكشن بي في                                                      | قانون رقم 163 لسنة 2018                | | بالاشتراك مع: ثروة للبترول |
| شمال الحماد البحرية بالبحر المتوسط                                                                                   |                               | إيوك برودكشن بي في                                                      | قانون رقم 88 لسنة 2016                 | | |
| شمال رأس العش البحرية بالبحر المتوسط                                                                                 | بتروحماد تديرها شركة بتروبل   | إيوك برودكشن بي في                                                      | قانون رقم 87 لسنة 2016                 | | |
| شمال ليل البحرية بالبحر المتوسط                                                                                      |                               | إيوك برودكشن بي في                                                      | قانون رقم 217 لسنة 2014                | | |
| كروان البحرية بالبحر المتوسط                                                                                         |                               | إيوك برودكشن بي في                                                      | قانون رقم 216 لسنة 2014                | | بالاشتراك مع بي بي مصر |
| جنوب غرب مليحة بالصحراء الغربية                                                                                      |                               | إيوك برودكشن بي في                                                      | قانون رقم 212 لسنة 2014                | قانون رقم 3 لسنة 2023 | بالاشتراك مع: أبكس إنترناشيونال إنرجي هولدنجز                                                                                          |
| شروق البحرية بالبحر المتوسط                                                                                          | بتروشروق تديرها شركة بتروبل   | إيوك برودكشن بي في                                                      | قانون رقم 2 لسنة 2014                  | | |
| البوغاز البحرية بالبحر المتوسط                                                                                       |                               | إيوك إكسبلوريشن بي في                                                   | قانون رقم 72 لسنة 2006                 | | |
| شرق الأبيض بالصحراء الغربية                                                                                          |                               | إيوك إكسبلوريشن بي في                                                   | قانون رقم 171 لسنة 2005                | | بالاشتراك مع: أبكس إنترناشيونال إنرجي هولدنجز                                                                                          |
| شمال بحرين بالصحراء الغربية                                                                                          |                               | إيوك إكسبلوريشن بي في                                                   | قانون رقم 161 لسنة 2005                | | |
| غرب صدقي بخليج السويس                                                                                                |                               | إيوك إكسبلوريشن بي في                                                   | قانون رقم 158 لسنة 2005                | | |
| شمال البرج البحرية بالبحر المتوسط                                                                                    |                               | إيوك إكسبلوريشن بي في                                                   | قانون رقم 23 لسنة 2005                 | | بالاشتراك مع: - بي بي مصر |
| شرق كلابشة بالصحراء الغربية                                                                                          |                               | إيوك إكسبلوريشن بي في                                                   | قانون رقم 14 لسنة 2005                 | | |
| ثقة بشمال سيناء البحرية بالبحر المتوسط                                                                               | بتروثقة تديرها شركة بتروبل    | إيوك إكسبلوريشن بي في                                                   | قانون رقم 151 لسنة 2004                | قانون رقم 136 لسنة 2009 | بالاشتراك مع: ثروة للبترول |
| شرق كنايس بالصحراء الغربية                                                                                           |                               |                                                                         | قانون رقم 144 لسنة 2004                | | - استحوذت عليها إيوك بعدما استحوذت إيني الشركة الأم على بارين إنرجي في 2007. - تنازلت عنها إيوك إلى: - أبكس إنترناشيونال إنرجي هولدنجز |
| غرب بلطيم البحرية بالبحر المتوسط                                                                                     |                               | إيوك إكسبلوريشن بي في                                                   | قانون رقم 21 لسنة 2004                 | | |
| تينة البحرية بالبحر المتوسط                                                                                          |                               | إيوك إكسبلوريشن بي في                                                   | قانون رقم 20 لسنة 2004                 | | بالاشتراك مع: كوفبيك |
| رأس العش البحرية بخليج السويس                                                                                        |                               | إيوك إكسبلوريشن بي في                                                   | قانون رقم 5 لسنة 2003                  | | |
| غرب توشكى بجنوب الصحراء الغربية                                                                                      |                               | إيوك إكسبلوريشن بي في                                                   | قانون رقم 16 لسنة 2000                 | | |
| شمال البردويل بالبحر المتوسط                                                                                         | بتروبردويل تديرها شركة بتروبل | إيوك إكسبلوريشن بي في                                                   | قانون رقم 10 لسنة 1999                 | - قانون رقم 169 لسنة 2005 - قانون رقم 189 لسنة 2008 | بالاشتراك مع: كوفبيك |
| غرب أشرفي بخليج السويس                                                                                               |                               | إيوك كو إنك                                                             | قانون رقم 236 لسنة 1996                | | |
| شمال البحر الأحمر (قطاع 2)                                                                                           |                               | إيوك كو إنك                                                             | قانون رقم 78 لسنة 1996                 | | |
| غرب فيران بخليج السويس                                                                                               |                               | إيوك كو إنك                                                             | قانون رقم 77 لسنة 1996                 | | |
| شمال سيناء |                               | إيوك كو إنك                                                             | قانون رقم 76 لسنة 1996                 | | |
| رأس البر البحرية بدلتا النيل                                                                                         | الفرعونية للبترول             | إيوك كو إنك ومن بعدها إيوك برودكشن بي في                                | قانون رقم 88 لسنة 1995                 | - قانون رقم 7 لسنة 2001 - قانون رقم 80 لسنة 2006 - قانون رقم 141 لسنة 2009 - قانون رقم 75 لسنة 2016 | بالاشتراك مع بي بي مصر |
| فرافرة بالصحراء الغربية                                                                                              |                               | إيوك كو إنك                                                             | قانون رقم 22 لسنة 1994                 | | |
| غرب أبو الغراديق بالصحراء الغربية                                                                                    |                               | إيوك كو إنك ومن بعدها إيوك برودكشن بي في                                | قانون رقم 21 لسنة 1994                 | قانون رقم 12 لسنة 2023 | بالاشتراك مع: - دانا بتروليوم غرب أبو الغراديق إل تي دي - إينا إندستريا نافتا دي دي                                                    |
| التمساح البحرية بدلتا النيل                                                                                          | بتروتمساح تديرها شركة بتروبل  | إيوك كو إنك ومن بعدها إيوك برودكشن بي في                                | قانون رقم 9 لسنة 1992                  | - قانون رقم 7 لسنة 1994 - قانون رقم 6 لسنة 2001 - قانون رقم 78 لسنة 2006 - قانون رقم 140 لسنة 2009 - قانون رقم 73 لسنة 2016                                                                               | بالاشتراك مع: - بي بي مصر |
| بلطيم البحرية بدلتا النيل                                                                                            |                               | إيوك كو إنك                                                             | قانون رقم 8 لسنة 1992                  | - قانون رقم 7 لسنة 1994 - قانون رقم 31 لسنة 1994 - قانون رقم 4 لسنة 2001 - قانون رقم 112 لسنة 2015 | |
| شمال رأس بدران البحرية بخليج السويس                                                                                  |                               | إيوك كو إنك                                                             | قانون رقم 215 لسنة 1989                | | |
| شرق شقير البحرية بخليج السويس                                                                                        |                               | إيوك كو إنك                                                             | قانون رقم 214 لسنة 1989                | | |
| شرق جيسوم البحرية بخليج السويس                                                                                       |                               | إيوك كو إنك                                                             | قانون رقم 213 لسنة 1989                | | |
| المنزلة بدلتا النيل                                                                                                  |                               | إيوك كو إنك                                                             | قانون رقم 212 لسنة 1989                | | |
| شرق الدلتا |                               | إيوك كو إنك                                                             | قانون رقم 211 لسنة 1989                | | |
| رأس قطارة بالصحراء الغربية                                                                                           |                               | إيوك كو إنك ومن بعدها إيوك برودكشن بي في                                | قانون رقم 4 لسنة 1989                  | - قانون رقم 17 لسنة 1994 - قانون رقم 165 لسنة 2018 - قانون رقم 21 لسنة 2024 | تنازلت عنها إيوك إلى: - أبكس إنترناشيونال إنرجي هولدنجز - إينا إندستريا نافتا دي دي                                                    |
| كنايس بالصحراء الغربية                                                                                               |                               | إيوك كو إنك                                                             | قانون رقم 11 لسنة 1988                 | قانون رقم 6 لسنة 1994 | |
| نزازات البحرية بخليج السويس                                                                                          |                               | إيوك كو إنك                                                             | قانون رقم 119 لسنة 1987                | | |
| رنيم البحرية بخليج السويس                                                                                            |                               | إيوك كو إنك                                                             | قانون رقم 112 لسنة 1987                | | |
| أشرفي البحرية (قطاع 238) بحوض خليج السويس                                                                            |                               | إيوك كو                                                                 | قانون رقم 43 لسنة 1984                 | - قانون رقم 109 لسنة 2015 - قانون رقم 168 لسنة 2023 | |
| القطاعات الرئيسية البرية والبحرية أرقام 16، 22، 28 بحوض شمال سيناء                                                   |                               | الدولية للزيت المصري                                                    | قانون رقم 19 لسنة 1983                 | | |
| فيران |                               | الدولية للزيت المصري                                                    | قانون رقم 147 لسنة 1981                | | |
| خليج السويس ودلتا النيل                                                                                              |                               | الدولية للزيت المصري ومن بعدها إيوك كو إنك ومن بعدها إيوك برودكشن بي في | قانون رقم 16 لسنة 1978                 | - قانون رقم 19 لسنة 1992 - قانون رقم 109 لسنة 1993 - قانون رقم 14 لسنة 1994 - قانون رقم 162 لسنة 2002 - قانون رقم 111 لسنة 2015 - قانون رقم 158 لسنة 2021                                                 | |
| مليحة المندمجة بالصحراء الغربية                                                                                      | عجيبة للبترول                 | إيوك كو إنك ومن بعدها إيوك إكسبلوريشن بي في                             | قانون رقم 5 لسنة 1978                  | - قانون رقم 74 لسنة 1996 - قانون رقم 4 لسنة 2004 - قانون رقم 4 لسنة 2007 - قانون رقم 5 لسنة 2007 - قانون رقم 215 لسنة 2020                                                                                | بالاشتراك مع لوك أويل |
| شمال بورسعيد البحرية (غرب سيناء بالمنطقتين رقمي 5 و6 بناحية بورسعيد، شمال غرب بورسعيد بالقطاعين الرئيسيين رقمي 3 و4) | بتروسعيد تديرها شركة بتروبل   | الدولية للزيت المصري ومن بعدها إيوك كو إنك ومن بعدها إيوك برودكشن بي في | قانون رقم 29 لسنة 1977                 | - قانون رقم 27 لسنة 1979 - قانون رقم 10 لسنة 1983 - قانون رقم 18 لسنة 1983 - قانون رقم 207 لسنة 1991 - قانون رقم 19 لسنة 1994 - قانون رقم 3 لسنة 2001. - قانون رقم 71 لسنة 2006 - قانون رقم 110 لسنة 2015 | |
| جنوب غارة البحرية بخليج السويس                                                                                       |                               | الدولية للزيت المصري                                                    | قانون رقم 146 لسنة 1974                | - قانون رقم 104 لسنة 1983 - قانون رقم 139 لسنة 2009 | بالاشتراك مع بي بي مصر |
| دلتا النيل |                               | الدولية للزيت المصري ومن بعدها إيوك كو إنك ومن بعدها إيوك برودكشن بي في | قانون رقم 15 لسنة 1974                 | - قانون رقم 17 لسنة 1982 - قانون رقم 6 لسنة 1988 - قانون رقم 11 لسنة 2001 - قانون رقم 74 لسنة 2016 - قانون رقم 167 لسنة 2018                                                                              | بالاشتراك مع بي بي مصر |
| |                               | الدولية للزيت المصري                                                    | قانون رقم 179 لسنة 1961                | | |
| |                               | الدولية للزيت المصري                                                    | قرار رئيس الجمهورية رقم 1517 لسنة 1957 | قرار رئيس الجمهورية رقم 1684 لسنة 1963 | |

## اكتشافات
في أغسطس 2015، بدأت أيوك للنفط في التنقيب في البلوك 8، الذي يشكل الركن الشمالي الشرقي للمياه الاقتصادية المصرية، والمتاخم للحدود الثلاثية مع إسرائيل وقبرص، وعلى بعد 2.5 ميل بحري جنوب الحدود القبرصية (الظالمة - انظر معاهدة ترسيم الحدود المصرية القبرصية في 2003 وترسيم الحدود الإسرائيلية مع غزة ومصر 1995).
منطقة الحدود الثلاثية المصرية الإسرائيلية القبرصية، حيث يوجد جبل إراتوستين الغاطس، ثبت أنها من أكبر احتياطيات الغاز المكتشفة في العالم في القرن 21، وكانت شركة شل قد اكتشفت كشفين هائلين لمصر في ديسمبر 2003، ثم راوغت مصر وانسحبت في 2011. وما لبثت إسرائيل وقبرص أن اكتشفتا حقول «لفياثان» و«تمار» و«أفروديت» وكلهم على بعد أقل من 2 كيلومتر من نقطة الحدود الثلاثية. ومنذ ذلك الحين انسحبت كل شركات التنقيب الأجنبية من المياه المصرية. ومنذ 2010 وأنا أثير هذه القضية بكل الوسائل الممكنة، ولكن الدولة المصرية كان تحجم عن الرد على تلك القضية.
كل دولة تقوم بتقسيم مياهها الاقتصادية إلى بلوكات، وتطرحها في مزاد لشركات التنقيب لكي تعمل فيها حسب اتفاقية لتقاسم العوائد.
البلوك 8 المصري يملك حق التنقيب فيه مناصفة شركتا «إيني» و«بريتش پتروليوم». بينما تملك «إني» امتيازي 9 (شروق) و 11 (شمال ليل) المحاذيين للحدود القبرصية.

## أنظر أيضاً
- كايرون.
- ترايدنت للبترول.
- دراجون أويل.